# Canon de 105 mm court modèle 1934 Schneider
Pour les articles homonymes, voir Canon de 105 mm.
Le canon de 105 mm court modèle 1934 Schneider est un canon français utilisé pendant la Seconde Guerre mondiale.